# Dryden (ville, New York)
Ne doit pas être confondu avec Dryden (village, New York).
Pour les articles homonymes, voir Dryden.
Dryden est une ville du comté de Tompkins, dans l'État de New York, aux États-Unis,. En 2010, elle compte une population de 3 282 habitants.

## Démographie
Lors du recensement de 2010, la ville comptait une population de 3 282 habitants, tandis qu'en 2016, elle est estimée à 3 481 habitants.